# Scorefile
Ein Scorefile ist eine Datei, in der Newsreader mit entsprechender Funktionalität Regeln zur Bewertung (Scoring) von Usenet-Postings speichern. Anhand dieser Regeln können unerwünschte Postings ausgeblendet oder speziell markiert sowie voraussichtlich besonders interessante Artikel hervorgehoben werden. Auch ist es möglich, die Artikel entsprechend ihrem Score zu sortieren.
Die Funktionalität von Scorefiles umfasst insbesondere die von Killfiles.